# Podolínec
Podolínec (německy Pudlein, maďarsky Podolin, polsky Podoliniec) je město na severním Slovensku, v Prešovském kraji. Žije zde přibližně 3 000 obyvatel. Ve městě je památková rezervace. Město se nachází v údolí řeky Poprad při pohoří Spišská Magura, asi patnáct kilometrů od Staré Ľubovni a sedmnáct kilometrů od Kežmarku.

## Historie
První písemná zmínka o Podolínci je z roku 1244. Ve městě stojí římskokatolický kostel Nanebevzetí Panny Marie z 13. století a barokní římskokatolický kostel svatého Stanislava ze 17. století. V roce 1412 byl Podolínec povýšen na svobodné královské město uherským králem Zikmundem, ale brzy nato spolu s ostatními spišskými městy přešel v rámci tzv. Spišská zástavy do polských rukou, v nichž setrval až do roku 1772. V dubnu 1950 došlo během Akce K  k demonstraci místních obyvatel, kteří byli upozorněni na obsazování kláštera vyzvánějícími zvony; došlo k bití demonstrantů a jejich zatýkání.

## Pamětihodnosti
- Kostel Nanebevzetí Panny Marie
- Klášter Podolínec – klášter redemptoristů,[8][9][10] dříve piaristický klášter, s kostelem svatého Stanislava, slovenská národní kulturní památka.. V klášteře je noviciát redemptoristů, laické misijní společenství Řeka Života, školy a dětský domov.[9]
- Ratouš – městský úřad, jde o dvoupodlažní stavbu na půdorysu písmena T s valbovou střechou, v jádru středověký městský hrad ze začátku 15. století. Objekt výrazně přestavěli za Sebastiána Ľubomírského v roce 1593, což připomíná pamětní tabule umístěná na průčelí budovy. Objekt v 19. století chátral a proměnil se v ruinu, která byla následně v roce 1903 přestavěna na objekt radnice.
- Městské opevnění – je částečně zachované, tvořilo původně souvislé městské hradby obklopující městské jádro, 18 bašt a tři strážní věže a dvě městské brány – severní a jižní. Vznikly jako jedny z prvních na území dnešního Slovenska, na konci 13. století. Do dnešní podoby byly přestavěnyi v 15. a 16. století. V 80. letech prošly dochované úseky komplexní obnovou. Dochoval se úsek hradeb v jižní části města se třemi baštami a v severní části města se čtyřmi baštami a obrannou věží. Své vlastní opevnění měl i městský hrad a mladší opevnění má částečně dochováno i bývalý piaristický klášter.
- Renesanční zvonice, zděná čtyřpodlažní stavba na půdorysu čtverce z roku 1659. Stojí na místě starší středověké zvonice.

## Doprava
Město leží na železniční trati Poprad-Tatry – Studený Potok – Plaveč / Tatranská Lomnica. Městem prochází slovenská silnice  I/77 (Poprad – Bardejov).